# 早瀨彌生
早瀨弥生（日语：／ Hayase Yayoi，1987年8月16日—）日本女性声優、前寫真偶像。東京都出身。血型A型。為成人遊戲配音時以名義活動。
自2019年起，亦开始虚拟YouTuber活动。2024年1月4日在X上宣布自己結婚。

## 出演作品

### 成人動畫
2013年
- （恵理加）

2014年
- （芽依）

2017年
- PINKERTON（エリカ）

### 一般遊戲
2014年
- （果心居士）※PSP/PS3/PSV版
- 茂伸奇談-pure smile-（鉄砲撃レ狸）※PSV版[5]

2015年
- PriministAr（參宮由芽、參宮巴菜）※PC全年齢版

2016年
- Shirogane x Spirits（仲野愛）
- PriministAr（参宮由芽、参宮巴菜）※PSV版[6]

2019年
- 限界凸記 モエロクロニクル H（サタン）

### 成人遊戲
2010年
- よついろ★パッショナート!（日语：よついろ★パッショナート!）（幸田葉澄[7]）

2011年
- 變身！！！
- Walkure Romanze 少女騎士物語
- Free Friends2

2012年
- 九十九之月（塚本麻香[8]）
- 決戦!乙女たちの戦場3〜電撃作戦!戦果はエースの名のもとに〜（日语：決戦!乙女たちの戦場3〜電撃作戦!戦果はエースの名のもとに〜）
- かみデレ（日语：かみデレ）（[9]）
- ピンポンぱんつ! -湯河原学園美少女☆温泉卓球部-（日语：ピンポンぱんつ! -湯河原学園美少女☆温泉卓球部-）（天翔羽衣佳[10]）
- 戦極姫4〜争覇百計、花守る誓い〜（日语：戦極姫4〜争覇百計、花守る誓い〜）（果心居士[11]）

2013年
- （源川瑞羽[12]）
- （樋口真名[13]）
- （立樹翼[14]）
- （晴海衣苑[15]）
- PriministAr（參宮由芽[16]、參宮巴菜[17]）
- 茂伸奇談 -happy end-（鉄砲撃レ狸）

2014年
- 恋する少女と想いのキセキ〜Poupee de souhaits〜（日语：恋する少女と想いのキセキ〜Poupee de souhaits〜）（吉野紗良[18]）
- 超催眠術学園（清澄楓[19]）
- こいなか -小田舎で初恋×中出しセクシャルライフ-（日语：こいなか -小田舎で初恋×中出しセクシャルライフ-）（[20]）
- （廣瀨優奈[21]）
- 戀DOKi（日语：恋DOKi）（堂上佳菜子）
- 新娘和魔王 ～王室的後宮是下克上～（クパ）
- （[22]）
- デーモンバスターズ 〜えっちなえっちなデーモン退治〜（日语：デーモンバスターズ 〜えっちなえっちなデーモン退治〜）（静木乃香[23]）

2015年
- （[24]、魔女）
- 対魔忍アサギ 決戦アリーナ（日语：対魔忍アサギ 決戦アリーナ）
- Shirogane x Spirits（仲野愛）
- 神楽花莚譚（[25]）
- 妄想Complete（冥加紗奈歌）
- （[26]）
- 公主殿下LOVE生活！（美澤千紗[27]）
- （澪[28]）
- 櫻之詩 －在櫻花之森上飛舞－（夏目雫[29]）
- （考）
- （[30]）

2016年
- 神楽訪神歌（[31]）
- 聖鍵遣いの命題（日语：聖鍵遣いの命題）（狼鈴華[32]）
- （[33]）
- 愛上火車（蓑笠凪[34]）
- 姫恋*シュクレーヌ!（日语：姫恋*シュクレーヌ!）（[35]）
- 星戀＊閃爍（鳴瀬川風子[36]）

2017年
- 恋愛教室（[37]）
- 姫様LOVEライフ! -もーっと! イチャイチャ☆ぱらだいす!-（美澤千紗[38]）

2018年
- （羽島壱花[39]）
- 公主與少女的吃醋LOVE（千鳥杏子[40]）
- 獸娘的養育法（幸坂小鳥[41]）

2019年
- （ブラウニー[42]）
- （其他）

2020年
- 愛上火車 Last Run!!（蓑笠凪[43]）

### 成人音聲
2017年
2018年
2021年

### 廣播劇CD
2014年
- （麻姫）

### 旁白
2009年
- （東京都會電視台：12月18日）

2012年
- 12星座占い 今週の運勢（GYAO!：10月1日 -）

### 廣播
- （FMちゃお（日语：やおコミュニティ放送）：レギュラー）
- Girls Livemotion RADIO（FMちゃお：レギュラー）
- 美少女遊戲ch（レギュラー）

#### 廣播CD
- （2016年8月14日）

### 其他
- （2015年）

### 音樂錄影帶
- real world coming out（Red Carpet）
- Butterfly（NEOPHILIA）

### 電視劇
- 父女七日變（TBS：學生，2007年）

### 舞台
2011年
- （：9月29日 - 10月2日）
- （TEAM the ROCKETS （页面存档备份，存于）、AKIBA LIVE STUDIO ROCKETGATE：5月17日 -）

### 網路節目
- （ニコニコ生放送・） - （主持人）

2012年
- （2月9日 -）
- （9月21日 - 11月16日）
- （Ustream・World Net.TV：（Twitter MC），11月4日 -）
- （Ustream・World Net.TV；レポーター1，1月25日）

### 落語
2012年
- （お江戸両国亭（日语：永谷商事），4月17日）
- （8月25日）

2013年
- （1月27日）

## 虚拟YouTuber
自2019年起，使用虚拟形象成为虚拟YouTuber在YouTube及中国大陆之视频网站哔哩哔哩动画上活动。
立绘由雪路時愛绘制。

### 主要经历
本节用以记录作为虚拟YouTube之主要活动经历。
- 与巧克拉拉成员绯赤艾莉欧关系较好，并经常联动。

#### YouTube
在YouTube上主要直播内容包括但不限于ASMR、游戏直播、杂谈直播。
2019年
- 10月19日：发布了第一个虚拟形象的视频：弥生之歌
- 12月6日：进行了两场塑料模型制作直播

2020年
- 1月2日：与巧克拉拉成员晓千秋、缀目日伞进行Minecraft联动
- 2月1日：进行了了第一次爱上火车普及版的直播并成为系列直播
- 3月7日：与月乃絵鈴游戏联动
- 6月22日：进行了最后一次爱上火车普及版的直播，此系列共有50期。
- 7月3日：與天之遥、杏花及pinopi联动

#### 哔哩哔哩动画
2020年
- 4月10日：搬运组成立[45]
- 4月19日：因应搬运组所使用的账号存在不可预估的风险[46]，使用另一账号[47]并运作至今
- 5月14日：与画师梱枝莉子、かろりー进行绘画之森联动
- 5月16日：动画配音，向观众展现出其专业声优能力。其中为《TIGER×DRAGON！》逢坂大河配音时，令观众误以为真哭，随后发表名言“要注意声优这种生物，可是会台上还哭得稀里哗啦的，一转头就开始跟你开始谈笑风生呢”
- 5月19日：直播最终幻想VII 重制版，直播时一直在试着看爱丽丝的底裤
- 5月20日：特别直播，向观众激情告白并一转病娇。但由于过于温柔并未有“病娇”效果，随后表示“只要愿意喜欢早濑，dd有什么问题嘛”
- 5月28日：学习中文歌曲《勾指起誓》，并成功的用猫语萌混过关，事实上一些对日本人困难的发音发的意外好
- 6月2日：与绯赤艾莉欧进行午餐联动，联动中讨论了包括但不限于巧克拉拉（ちゅこらら）成员的杯罩问题；晚间进行第二次直播，因为刚刚做完工作，第一次展现了超级疲累的早小姐
- 6月16日：直播游戏植物大战僵尸，在完全不理解僵尸博士的机关的情况下乱用消费性植物，但意外的一次通关
- 6月20日：直播恐怖游戏，计划被吓到了就迁怒到观众骂观众，直播途中由于过于害怕，与电气羊（コリデール）进行连麦并在游戏结束后进行杂谈
- 6月24日：模拟人生4第一次直播。
- 6月27日：與赤司弓妃雜談聯動
- 6月30日：嗶哩嗶哩動畫之訂閲數突破一萬人[48]
- 7月3日：與梱枝莉子、绯赤艾莉欧、杏仁咪嚕繪畫之森聯動

#### 杂项
2020年
- 5月13日发起了原创曲的众筹
- 5月18日原创曲众筹达成了100%目标
- 6月30日原創曲衆籌項目截至，最終為140%，同日在天之遙的twitcasting频道與杏花、pinopi聯動

## 外部連結
- 早瀬ゃょぃ(hayaseyayoi)的X（前Twitter） （日語）
- 早濑弥生的TouTube频道 （页面存档备份，存于）（日語）
- 早濑弥生及字幕组目前所使用的哔哩哔哩动画账号 （页面存档备份，存于）